# Raül Refree
 (septembre 2018).
Si vous disposez d'ouvrages ou d'articles de référence ou si vous connaissez des sites web de qualité traitant du thème abordé ici, merci de compléter l'article en donnant les références utiles à sa vérifiabilité et en les liant à la section « Notes et références ».
Raül Fernández Miró, plus connu comme Raül Refree, né à Barcelone en 1976, est un producteur, musicien et compositeur espagnol.

## Biographie
En 2014, Raül Refree sort l'album Granada avec la chanteuse Sílvia Pérez Cruz.
En 2017, il sort l'album Los Ángeles avec la chanteuse Rosalía.
Les productions de Refree fusionnent rock expérimental, flamenco, chanson et pop avec parfois des touches de jazz, selon le projet. Il interprète ses chansons en espagnol et en catalan. Il a produit les disques d'artistes tels que Lee Ranaldo, Rocío Márquez, Roger Mas, Nacho Umbert, Senior i el Cor Brutal, Christina Rosenvinge, Las Migas, Silvia Pérez Cruz, Josh Rouse, Kiko Veneno, Mala Rodríguez, entre autres.

## Discographie
- Quitamiedos (Acuarela, 2002)
- Nones (Acuarela, 2003)
- La matrona (Acuarela, 2005)
- Els invertebrats (Acuarela, 2007)
- Matilda (Marxophone, 2010)
- Tots Sants (2012)
- Nova Creu Alta (El segell del Primavera, 2013)
- Granada (2014, Universal Music Spain), avec Silvia Pérez Cruz
- Los Ángeles (2017, Universal Music Spain), avec Rosalía Vila

### Producteur
- The Rockdelux Experience (2002)
- The Rockdelux Experience vol. II (2004)
- El Hijo, La piel del oso (ep, 2005)
- Roger Mas, Las otras vidas (2007)
- Aroah, El día después (2007)s, Mística doméstica (2006)
- El Hijo, Madrileña (2010)
- Las Migas, Reinas del Matute (2011)
- Nacho Umbert, Ay... (2010)
- Senior i el Cor Brutal, Gran (2011)
- Fernando Alfaro, La vida es extraña y rara (2011)
- Christina Rosenvinge, Un caso sin resolver. Coproducción. (2011)
- Nacho Umbert, No os creáis ni la mitad (2011)
- Silvia Pérez Cruz,11 de novembre (2012)
- Els Pets, L'àrea petita (2013)
- Kiko Veneno, Sensación Térmica  (2013)
- Silvia Pérez Cruz, Granada  (2014)
- Rocío Márquez, El Niño  (2014)
- Lee Ranaldo, Acoustic Dust (2014)
- Nacho Umbert, Familia (2015)
- Christina Rosenvinge, Lo nuestro (2015)
- Maria Rodés, Creo que no soy yo (2016)
- Lee Ranaldo, Electric Trim (2017)
- Josele Santiago, Transilvania (2017)
- '77, Bright Gloom (2018)
- 2020 : Lina_Raül Refree (pt) avec Lina, Glitterbeat

## Prix
- Disque de l'année Rockdelux pour Nones (2004)
- Prix Enderrock, Meilleur disque pour La matrona (2005)
- Prix Altaveu Millor disc de pop-rock pour La matrona (2005)[2]
- Prix Puig Porret pour La matrona(2005)
- Prix Ciutat de Barcelona (2008)[3]
- Prix Enderrock - Joan Trayter "Millor Producció Musical" (2011)
- Prix Altaveu "Millor Disc" por Granada (2014)
- Prix Rolling Stone España "Mejor grupo/solista del año" pour Granada (2014)
- Disque de l'année Rockdelux pour Granada (2014)